# O Combate (Vitória da Conquista)
O Combate foi um jornal brasileiro publicado em Vitória da Conquista, que teve início no final da década de 1920 sob a direção de Laudionor A. Brasil, redator Flaviano Dantas e como principais colaboradores e redatores os poetas Camillo de Jesus Lima e Clóvis Lima.

## Histórico
O Combate foi fundado em 1929, circulando de forma intermitente; na década de 1930, sob a direção de Laudionor de Andrade Brasil, seu fundador, logo tem Flaviano Dantas e depois Camillo de Jesus Lima como seu redator.
Apesar de não ser comunista, Laudionor Brasil simpatizava com as ideias que pregavam o fim da exploração do homem; durante a Revolução de 1930 emprestou apoio ao golpe capitaneado por Getúlio Vargas. No dizer de Camillo: "transformaram as gotas de tinta, com que escreviam, em gotas de veneno contra os senhores da política local e os mandões da política nacional".
Com o golpe militar de 1964, seu diretor Reginaldo Santos foi preso, junto a dezenas de outros intelectuais e políticos da cidade (inclusive Camillo de Jesus Lima, seu redator há mais de três décadas), selando assim o fim da publicação.